# 10-см баштова гаубиця T.H. M9 (Австро-Угорщина)
10-см баштова гаубиця T.H. M9 належала до фортечної Ц.к. артилерії Збройних сил Австро-Угорщини. Комплекс складався з гаубиці і панцирного купола. Вироблялась компанією «Škoda».

## Історія
На кордоні з Італією було заплановано збудувати нові фортифікації. Для них барон Отто Еллісон фон Нідлеф (нім. Otto Ellison von Nidlef) запропонував створити комплекс фортечної гаубиці, де лафет гаубиці не буде жорстко пов'язаний з панцирним куполом. Це виключало передачу відкату на механізм повороту куполу і виведення його з ладу. Панцирний купол виготовляли з легованої сталі (С-2) з ударною в'язкістю 45 кг/мм ². Вартість одного комплекту становила 90.000 корон.

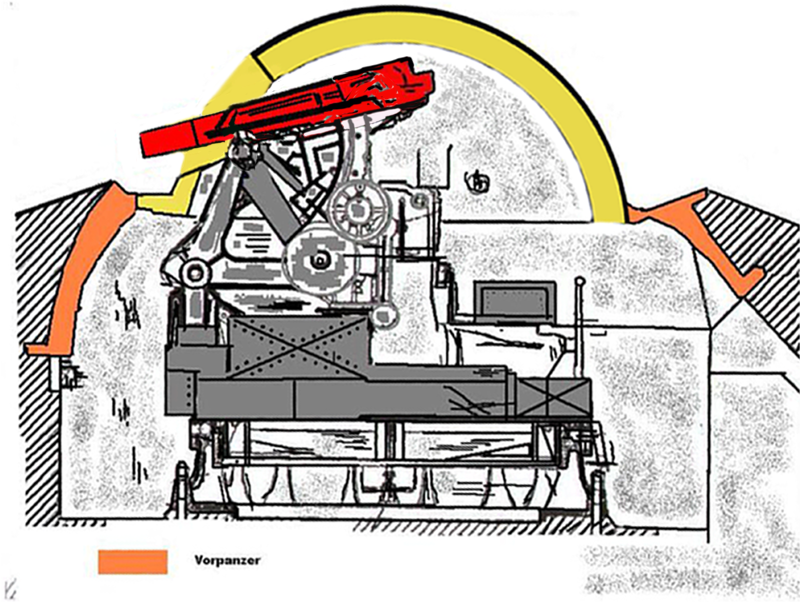
Стрільба з T.H. M9 з дулом у мінусовому положенні

Перший прототип куполу М6 мав товщину стінки 160–200 мм і вагу 15,8 т. Довжина дула гаубиці виносила 1,475 м (L13). Кут вертикального наведення −8 ° визнали недостатнім. При випробуваннях зарядом 25 кг вибухівки Ekrasit купол отримав заглибину в 16 мм, але постраждали деякі конструктивні елементи в середині.
Після випробувань купол підвищили на 25 см з більшою кривизною поверхні і розширили на 20 см. Кути вертикального наведення становили від −15° до +43°. Вага куполу становила 18,7 т при внутрішньому діаметрі 2,68 м. Купол встановлювався на форпанцері (нім. Vorpanzer) товщиною 25 см і вагою 16,5 т, який встановлювався на 1 м у бетонну основу. Через нього йшов захищений вхід до куполу, в якому на осі в підлозі була встановлена поворотна платформа гаубиці. При повороті купол піднімався на 1мм двома підйомними пристроями. Після повороту і опускання замикався фіксатором. Для запобігання скидання купола від бокового ураження набоєм у форпанцері було 6 фіксаторів. У мирний час купол захищали від опадів навісом з металевих листів.
У комплекс встановлювали модернізовану польову гаубицю М.99 калібру 104 мм з бронзовим дулом в 176,5 см (L/17). Початкова швидкість 370 м/сек дозволяла вести стрільбу шрапнельними набоями М9 (16,2 кг) чи вибуховими М11 на 7,3 км.

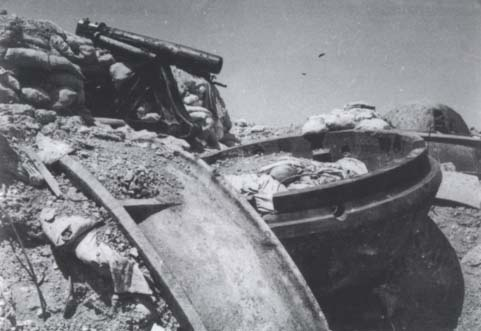
Зірваний купол T.H. M9 у форті Лузерн (спереду форпанцер, ззаду гаубиця)

Куполи витримували попадання італійських 30,5 мм мінометів, але після декількох попадань виходив з ладу форпанцер, що приводило до скинення куполу. Потужність гаубиці була замалою для завдання пошкоджень ворожим фортам Monte Verena і Campolongo з 150-мм довгоствольними гарматами, які були ще й розміщені вище на 500 м. Тому гаубиці вийняли з куполів і використовували як польову артилерію.
Ще 1913 приекспериментальному обстрілі з 30,5-см міномета М11 було виявлено недоліки комплексу T.H. M9 і розроблено комплекс T.H. M14 для 10-см і 15-см гаубиць посиленим куполом (22,5 т) і форпанциром (51 т). Але T.H. M14 не встигли встановити у форті Valmorbia через початок війни.